# Nauclea vanderguchtii
Nauclea vanderguchtii là một loài thực vật có hoa trong họ Thiến thảo. Loài này được (De Wild.) E.M.A.Petit mô tả khoa học đầu tiên năm 1958.